# IV съезд Коммунистической партии (большевиков) Беларуси
IV съезд Коммунистической партии Беларуси состоялся в Минске с 25 февраля по 2 марта 1921 года.

## Состав съезда
Во время проведения IV съезда КП(б)Б присутствовало 110 делегатов с решающим и 42 с совещательным голосом от 6 уездных организаций и армейских частей, располагавшихся на территории ССРБ. Вместе они представляли 3000 членов партии.

## Решения съезда
Съезд отметил необходимость укрепления советской власти в условиях более тесной работы партийных организаций с союзами молодежи и всемерной помощи им. Особое внимание обращено на укрепление партийной дисциплины, обязательность для «всех организаций бесспорно руководствоваться Уставом, четко и своевременно выполнять все распоряжения ЦБ».
Съезд констатировал, что Красная Армия продолжает оставаться оплотом советской власти, но она должна быть реорганизована, количественно сокращена и качественно улучшена. Основной задачей должна стать «массовая коммунистическая пропаганда и агитация», а все политически-просветительные отделы при наркоматах подлежали упразднению. Главные решения съезда принимались на основе материалов, разработанных в ЦК РКП(б) и опубликованных как проекты резолюций X съезда РКП(б). В них просматривается курс на борьбу с оппозицией и инакомыслием в партии. Съезд избрал ЦК КП(б)Б из 11 членов и 4 кандидата в члены, контрольную комиссию из 3 членов и 2 кандидатов в члены, ревизионную комиссию из 3 членов и 2 кандидатов в члены, 5 делегатов с решающим и 5 с совещательным голосом на X съезд РКП(б).